# 1. Division 1985-1986
L'edizione 1985-86 della Bundesliga vide la vittoria finale dell'Austria Vienna.
Capocannoniere del torneo fu Anton Polster dell'Austria Vienna con 33 reti.

## La formula
Le dodici squadre del torneo si scontrano in un girone all'italiana con partite di andata e ritorno. Le prime otto accedono ai Meister playoff, le ultime quattro più le prime quattro della Erste Liga ai Mittlere playoff. Alla fine la vincente dei Meister playoff è Campione d'Austria e le squadre seguenti ottengono la qualificazione alla Coppa UEFA, mentre le prime quattro dei Mittlere playoff ottengono il diritto di partecipare alla prossima edizione della Bundesliga austriaca.

## Stagione autunnale
|    | Classifica            | G  | V  | N  | P  | GF | GS | Pt |
| -- | --------------------- | -- | -- | -- | -- | -- | -- | -- |
| 1  | Austria Vienna        | 22 | 19 | 1  | 2  | 67 | 12 | 39 |
| 2  | Rapid Vienna          | 22 | 16 | 5  | 1  | 73 | 15 | 37 |
| 3  | SK Austria Klagenfurt | 22 | 7  | 9  | 6  | 33 | 34 | 23 |
| 4  | Grazer AK             | 22 | 9  | 5  | 8  | 37 | 41 | 23 |
| 5  | Linzer ASK            | 22 | 8  | 6  | 8  | 33 | 31 | 22 |
| 6  | Sturm Graz            | 22 | 5  | 12 | 5  | 25 | 33 | 22 |
| 7  | Admira Wacker         | 22 | 7  | 6  | 9  | 38 | 34 | 20 |
| 8  | FC Wacker Innsbruck   | 22 | 7  | 6  | 9  | 43 | 43 | 20 |
| 9  | SK VOEST Linz         | 22 | 7  | 6  | 9  | 23 | 41 | 20 |
| 10 | SC Eisenstadt         | 22 | 4  | 10 | 8  | 19 | 45 | 18 |
| 11 | Donawitzer SV Alpine  | 22 | 3  | 7  | 12 | 27 | 53 | 13 |
| 12 | Salzburger AK 1914    | 22 | 0  | 7  | 15 | 16 | 52 | 7  |

## Stagione primaverile
La classifica finale dei Meister playoff è ottenuta sommando una parte dei punti della stagione autunnale con quelli dei playoff stessi, mentre per i Mittlere playoff i punti sono quelli dei soli playoff.

### Meister playoff
|   | Classifica            | G  | V  | N  | P  | GF  | GS | Pt |
| - | --------------------- | -- | -- | -- | -- | --- | -- | -- |
| 1 | Austria Vienna        | 36 | 26 | 6  | 4  | 99  | 28 | 58 |
| 2 | Rapid Vienna          | 36 | 23 | 10 | 3  | 101 | 34 | 56 |
| 3 | FC Wacker Innsbruck   | 36 | 14 | 11 | 11 | 69  | 57 | 39 |
| 4 | Linzer ASK            | 36 | 13 | 12 | 11 | 50  | 44 | 38 |
| 5 | Sturm Graz            | 36 | 9  | 17 | 10 | 45  | 50 | 35 |
| 6 | Grazer AK             | 36 | 13 | 9  | 14 | 53  | 60 | 35 |
| 7 | Admira Wacker         | 36 | 9  | 11 | 16 | 54  | 66 | 29 |
| 8 | SK Austria Klagenfurt | 36 | 8  | 12 | 16 | 41  | 67 | 28 |

### Mittlere playoff
|   | Classifica              | G  | V | N | P | GF | GS | Pt |
| - | ----------------------- | -- | - | - | - | -- | -- | -- |
| 1 | *First Vienna FC        | 14 | 7 | 4 | 3 | 20 | 19 | 18 |
| 2 | SK VOEST Linz           | 14 | 7 | 3 | 4 | 22 | 15 | 17 |
| 3 | *Wiener Sport-Club      | 14 | 6 | 3 | 5 | 21 | 14 | 15 |
| 4 | SC Eisenstadt           | 14 | 7 | 1 | 6 | 18 | 15 | 15 |
| 5 | Donawitzer SV Alpine    | 14 | 6 | 2 | 6 | 22 | 19 | 14 |
| 6 | *SV Spittal an der Drau | 14 | 5 | 3 | 6 | 15 | 18 | 13 |
| 7 | *SK Vorwärts Steyr      | 14 | 4 | 5 | 5 | 14 | 18 | 13 |
| 8 | Salzburger AK 1914      | 14 | 2 | 3 | 9 | 8  | 22 | 7  |

(*)Squadre appartenenti alla Erste Liga.

## Verdetti
- Austria Vienna Campione d'Austria 1985-86.
- FC Wacker Innsbrucke Linzer ASK ammesse alla Coppa UEFA 1986-1987.
- First Vienna FC, SK VOEST Linz, Wiener Sport-Club e SC Eisenstadt ammesse alla Bundesliga 1986-1987.
- Scheda su RSSSF.com, su rsssf.com.
- Risultati e classifica su austriasoccer.at, su austriasoccer.at.